# Тимофей из Галича
Тимофей (XIII век) — галицкий книжник (писатель, летописец), называемый в Галицко-Волынской летописи «премудрым книжником».
В Галицко-Волынской летописи, в разделе, где рассказывается о бесчинствах в Галиче венгерского вельможи, палатина Бенедикта (англ. Benedict, son of Korlát), командовавшего венгерскими силами, посланными в Галич венгерским королем Андрашем (1205), есть такой отрывок:
«Бе бо Тимофей в Галиче премудр книжник, отчество имея во граде Кыеве, притчею рече слово о семь томители Бенедикте, яко: „В последняя времена тремя имены наречется антихрист“. Бегаше бо Тимофей от лица его, бе бо томитель бояром и гражданом и блуд творя и оскверняху жены же и черници и попадьи. В правду бе антихрист за скверная дела его».
Также в летописи повествуется о следующем событии с участием персонажа по имени Тимофей: галицкий боярин Жирослав распространил среди галицких бояр слух о том, что князь Мстислав Мстиславич Удалой с помощью своего тестя, половецкого князя Котяна, собирается уничтожить всех галицких бояр. Поверив Жирославу, галицкие бояре бежали из Галича. Мстислав посылает к боярам своего духовного отца Тимофея, которому удается убедить бояр в том, что Жирослав оклеветал перед ними князя Мстислава.
Ряд исследователей считает, что «премудрый книжник» Тимофей и Тимофей, духовник Мстислава Удалого, — одно лицо.